# Michael Jordan (giocatore di football americano)
Michael Jordan (Cincinnati, 25 gennaio 1998) è un giocatore di football americano statunitense che milita nel ruolo di offensive guard per i New England Patriots della National Football League (NFL).

## Carriera

### Cincinnati Bengals
Jordan fu scelto nel corso del quarto giro (136º assoluto) del Draft NFL 2019 dai Cincinnati Bengals. Debuttò come professionista partendo come titolare nella gara del primo turno contro i Seattle Seahawks. La sua stagione da rookie si chiuse con 13 presenze, 9 delle quali come titolare.

### Carolina Panthers
Il 1º settembre 2021 Jordan firmò con i Carolina Panthers.